# 库尔德蒙塞居
库尔德蒙塞居（法語：Cours-de-Monségur）是法国吉伦特省的一个市镇，属于朗贡区（Langon）蒙塞居县（Monségur）。该市镇总面积9.64平方公里，2009年时的人口为276人。

## 人口
库尔德蒙塞居人口变化图示